# Comparettia maloi
Comparettia maloi är en orkidéart som beskrevs av Irene Bock. Comparettia maloi ingår i släktet Comparettia, och familjen orkidéer. Inga underarter finns listade i Catalogue of Life.